# Lamprocryptus amoenus
Lamprocryptus amoenus là một loài tò vò trong họ Ichneumonidae.